# Pseudomerodontina alata
Pseudomerodontina alata là một loài ruồi trong họ Asilidae. Pseudomerodontina alata được Scarbrough & Hill miêu tả năm 2000. Loài này phân bố ở miền Ấn Độ - Mã Lai.